# Metalinhomoeus numidicus
Metalinhomoeus numidicus is een rondwormensoort uit de familie van de Linhomoeidae. De wetenschappelijke naam van de soort is voor het eerst geldig gepubliceerd in 1977 door Aissa & Vitiello.